# FIFA Manager 13
Fifa Manager 13 es un videojuego de simulación gerencial desarrollado por Bright Future GmbH y publicado por Electronic Arts en todo el mundo bajo el sello de EA Sports. Fue lanzado el 25 de octubre de 2012 y es la duodécima entrega de la serie de videojuegos FIFA Manager.

## Nuevas Características
El juego cuenta con mejoras respecto a anteriores ediciones algunas características relevantes son:
- Dinámica del equipo: Con la nueva característica de análisis de equipo, "Matriz de jugador" y la nueva estructura piramidal, tendrás una visión de conjunto de la jerarquía, rivalidad, enfrentamientos personales, objetivos individuales, y mucho más.

- Objetivos del jugador: Todos los jugadores quieren llegar a lo más alto pero, ¿sabrás controlar sus expectativas sin limitar su potencial? ¡Más de 60 objetivos distintos!

- Planificación de plantilla: Selecciona a los jugadores de tu plantilla actual, los que están en negociaciones e incluso los jugadores en cantera para ver como podría ser tu plantilla la próxima temporada.